# Дешпортіву (Кова Фігуейра)
«Дешпортіву ді Кова Фігуейра Клубе Футебул» або просто «Дешпортіву» (порт. Desportivo de Cova Figueira Clube Futebol) — професіональний кабовердійський футбольний клуб з міста Кова Фігуейра, на острові Фогу.

## Історія

### Заснування та ранні роки
22 липня 1996 року відбулася зустріч між молодими людьми і деякими футболістами в місті Кова Фігуейра, на якій обидві сторони вирішили створити власну футбольну команду. Таким чином, вони створили команду під назвою «Дешпортіву ді Кова Фігуейра». Тадеу був призначений першим тренером в історії команди.
Свій перший матч клуб провів 2 вересня 1996 року проти «Кутелінью». Дешпортіву розпочало турнір не зовсім вдало. Вони програли фавориту Кутелінью з рахунком 3:1.

### 2004 — 2009
В лютому 2004 року Жуан Педру да Вейга був призначений новим головним тренером «Дешпортіву ді Кова Фігуейра». У 2005 році він підписав найкращого захисника на острові Сантьягу Мігела , щоб той грав у парі з Моку. У 2007 році цей тренер підписав 2-річний контракт з клубом «Бачада Флуміненше». Він повернувся до клубу влітку 2009 року. У 2005 році під час передсезонної підготовки команда вирушила до Сполучених Штатів Америки. В цей час голкіпер "Манні" був убитий кількома бандитами з Броктоні. Похорон гравця відбувся через два тижні після вбивства. Сім'я Манні також була в США, коли це сталося. Команда повернулася в Кабо-Верде в Кова Фігуейра після похорону.
В 2006 році Жуан Педру підписав кількох молодих гравців, серед яких були Віржіліу, Папажінью, Жаїр, Нене ді Олімпія та Валука.
Сезон 2008/09 років був не дуже вдалим для команди з Фігуеренше. У Чемпіонаті острова Фогу клуб посів восьме місце та вилетів до Другого дивізіону Чемпіонату острова. Результат, який «Дешпортіву» показав у сезоні 2008/09 років, став найгіршим за всю історію клубу.

### 2010 - ...
Нова ера розпочалася для «Дешпортіву» з підписання нових та молодих талановитих футболістів. 20 січня 2010 року у клубу з'явився власний гімн. Пісня отримала назву «Viva Desportivo», а її авторами стали Нхелаш та Амількар. Завдяки цій пісні команда отримала багато нових уболівальників. У червні 2011 року «Дешпортіву» виграв чемпіонат острова вже четвертий раз у своїй історії. В даний час клуб виступає у другому дивізіоні, після того як в 2004 році «Дешпортіву» вилетів з першого дивізіону Чемпіонату острова.

## Від сезону до сезону
- 1996-97: 1-ше місце (острівний чемпіонат)
- 1997-98: 2-ге місце (острівний чемпіонат)
- 1998-99: 2-ге місце (острівний чемпіонат)
- 1999-00: 5-те місце (острівний чемпіонат)
- 2000-01: 3-тє місце (острівний чемпіонат)
- 2001-02: 1-ше місце (острівний чемпіонат)
- 2002-03: 3-тє місце (острівний чемпіонат)
- 2003-04: 2-ге місце (острівний чемпіонат)
- 2004-05: 5-те місце (острівний чемпіонат)
- 2005-06: 2-ге місце (острівний чемпіонат)
- 2006-07: 2-ге місце (острівний чемпіонат)
- 2007-08: 4-те місце (острівний чемпіонат)
- 2008-09: 8-ме місце (острівний чемпіонат)
- 2009-10: 4-те місце (острівний чемпіонат — Другий дивізіон)
- 2010-11: 1-ше місце (острівний чемпіонат — Другий дивізіон)
- 2011-12: 2-ге місце (острівний чемпіонат)
- 2012-13: вибування
- 2013-14: 4-те місце (острівний чемпіонат — Другий дивізіон)
- 2014-15: Другий дивізіон

## Логотип
В 2004 році у клуба з'явився новий логотип, який складався з кола, на середині якого знаходиться зображення риби. Старий логотип складався з блакитного кола, на якому був зображений герб міста Кова Фігуейра.

## Стадіон
Стадіон був побудований в травні 1999 роки, він вміщує близько 5000 чоловік. Він схожий на головний стадіон острова Фогу «Ештадіу 5 ді Жулью» в столиці острова місті Сан-Феліпе. Стадіон був відремонтований в 2008 році, це більш новий і має м'які місця для сидіння, які представляють кожну команду. Мерія Кова Фігуейра планує розширювати цей стадіон. До реконструкції стадіон «Ештадіу Олімпіку» міг вмістити від 2 789 до 3 890 уболівальників.

## Відомі гравці
Грали в 1990-их роках
- Евклідеш Монтейру Фонтеш
- Сісіліу
- Еуріку Фернандеш
- Фернанду Фернандеш
- Орланду Фернандеш
- Пінту
- Хрістіані
- Фаушту
- Нхонью ді Жуакіна
- Дранья
- Карлуш Альберту
- Шеу
- Тадеу
- Феліпе

Грали в 2000-их роках
- Жоау Феліпе
- Нене
- Ліо
- Нене ді Кінтінью
- Дранья ді Лапінья
- Жувіану
- Лусіану
- Манні
- Мануел
- Клаудіу
- Папажінью
- Моку
- Лінкінью
- Віржіліу
- Себастьяу
- Сальвадур
- Франклінью
- Коттун
- Джедже
- Гассі
- Імануел
- Чале
- Нене ді Олімпія
- Кінжіту
- Жаїр
- Зе Марія
- Мігел
- Валука
- Ігланду Лопеш
- Нечінью
- Валду
- Франк
- Зе

## Відомі тренери
- Жуан Педру да Вейга
- Тадеу
- Хрістіані
- Фаушту Фонтіш

## Гравці року (1996 - наш час)
| Рік  | Переможець |
| ---- | ---------- |
| 1996 | Сісіліу    |
| 1997 | Шеу        |
| 1998 | Шеу        |
| 1999 | Тадеу      |
| 2000 | Евклідіш   |
| 2001 | Жувіану    |
| 2002 | Ліо        |
| 2003 | Орланду    |
| 2004 | Моку       |
| 2005 | Жувіану    |
| 2006 | Жувіану    |
| 2007 | Нене       |
| 2008 | Франклін   |
| 2009 | Клаудіу    |
| 2010 | Нене       |
| 2011 | Нене       |
| 2012 | Франклін   |

## Тренерський штаб
| Посада                     | Ім'я                |
| -------------------------- | ------------------- |
| Головний тренер            | Жуан Педру да Вейга |
| Помічник головного тренера | Нхонью Жуакіна      |
| Помічник головного тренера | Тадеу               |
| Тренер воротарів           | Хрістіанні          |

## Відомі президенти
- Мануел Андраде
- Акілеу Гонсалвіш (в 2013 році)
- Жуан Фонтіш
- Еуріку Фернандіш Фонтіш
- Фернанду Фернандіш Фонтіш (в 2011 та 2014 роках)
- Жуан Піріш
- Хаві Хернандез Кабрал
- Хуан Лаппорда

## Відомі головні тренери
- Альмара (в 2010 році)
- Жуан Педру Міранда (в 2013 році)
- Жуан Педру да Вейга (в 2015 році)